# Irisbus Europolis
El Irisbus Europolis (también conocido como Iveco Europolis, Cacciamali TCM 105 o Irisbus 203E Europolis) es un midibus cuya última generación aparece en el catálogo del fabricante Irisbus bajo la referencia 203E Europolis. 

## Historia
El Europolis nació en 1996 a partir de una idea de Cacciamali, quien lo propuso en dos versiones de 9 y 10 metros de longitud, denominadas TCN105 y TCM920 respectivamente, basadas en el TCM890, derivado a su vez del Portesi Civibus. En 1999, Iveco adquirió el diseño del vehículo, dejando su construcción a su división de autobuses Irisbus, mientras que Cacciamali continuó suministrando la carrocería.

## Características
Presentado en 1996 bajo el nombre del carrocero Cacciamali TCM 105, está basado en un chasis IVECO . Reemplaza al anterior TCM 890 Civibus, también construido sobre una base Fiat - Iveco
Este vehículo de tamaño "midibus" se ofrece en tres versiones con distintas motorizaciones :
- Diesel Fiat 8060.45, después Iveco Tector
- Híbrido (2003)
- Eléctrico (2003)

La versión híbrida cuenta con un motor eléctrico SIEMENS Trifásico Asíncrono con una potencia de 140 kW  y un motor Fiat - IVECO Sofim de 4 cilindros y 2,8 litros  que desarrolla una potencia de 30 kW  .
Las baterías son de tecnología Sodio/Níquel/Cloro de 256 Ah para la versión eléctrica y de tecnología Níquel/Cadmio de 85 Ah para la híbrida.
Ofrece una capacidad de 40 a 86 plazas según la versión. La versión diésel básica ofrece 18 asientos y 58 plazas de pie.

## Características técnicas
En sus primeros años de producción, entre 1996 y 2001, el Europolis contaba con el motor FIAT 8060.45, que se abandonó en favor del Iveco Tector (4 o 6) con la entrada en vigor de la normativa Euro III. El motor siempre se ha combinado con la transmisión automática ZF de 4 CV y 500 CV.
Con motor diésel de serie, también se comercializaron una versión eléctrica, desarrollada en colaboración con ALTRA, y una versión de gas natural comprimido (GNC).

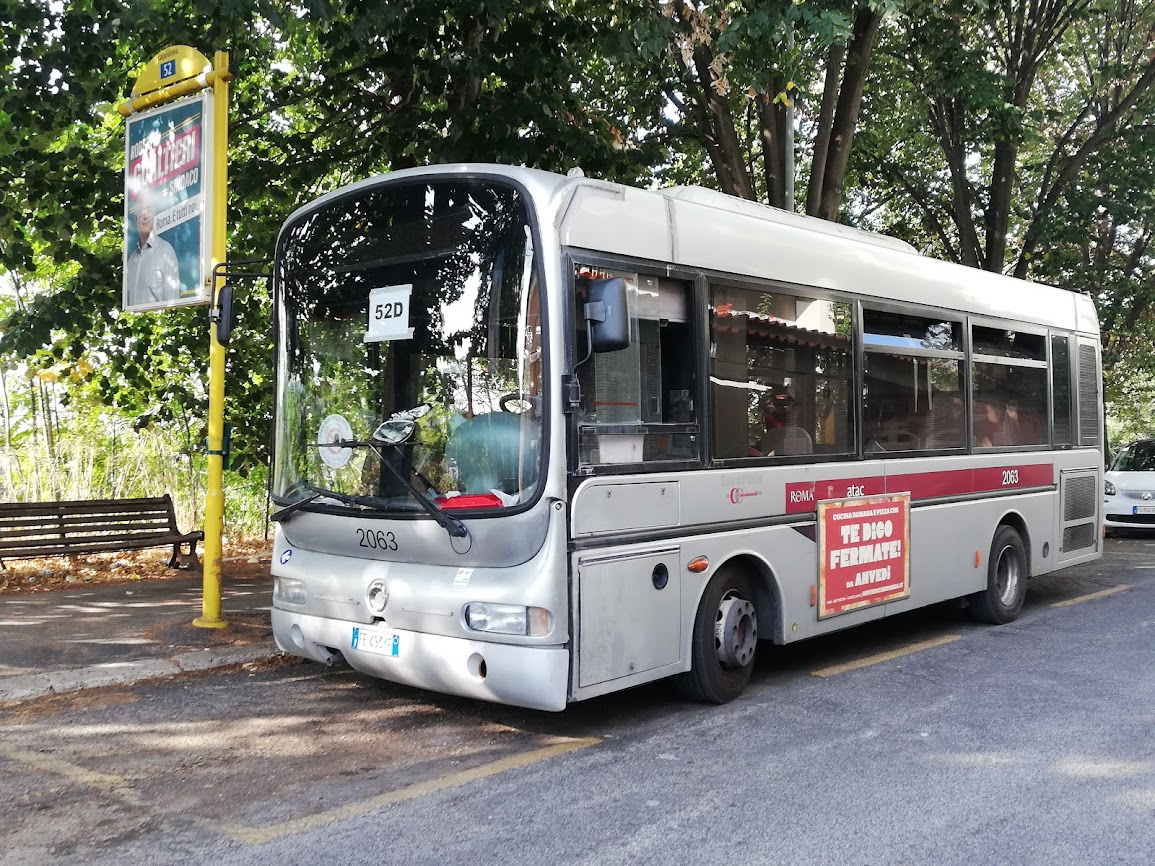
Europolis in servizio a Roma

## Marketing
Varias copias circulan en Francia en Lyon (Eléctrico), en Mónaco y Sète (Diesel).

## Versioni

### Iveco Europolis

#### Europolis 200.7.15

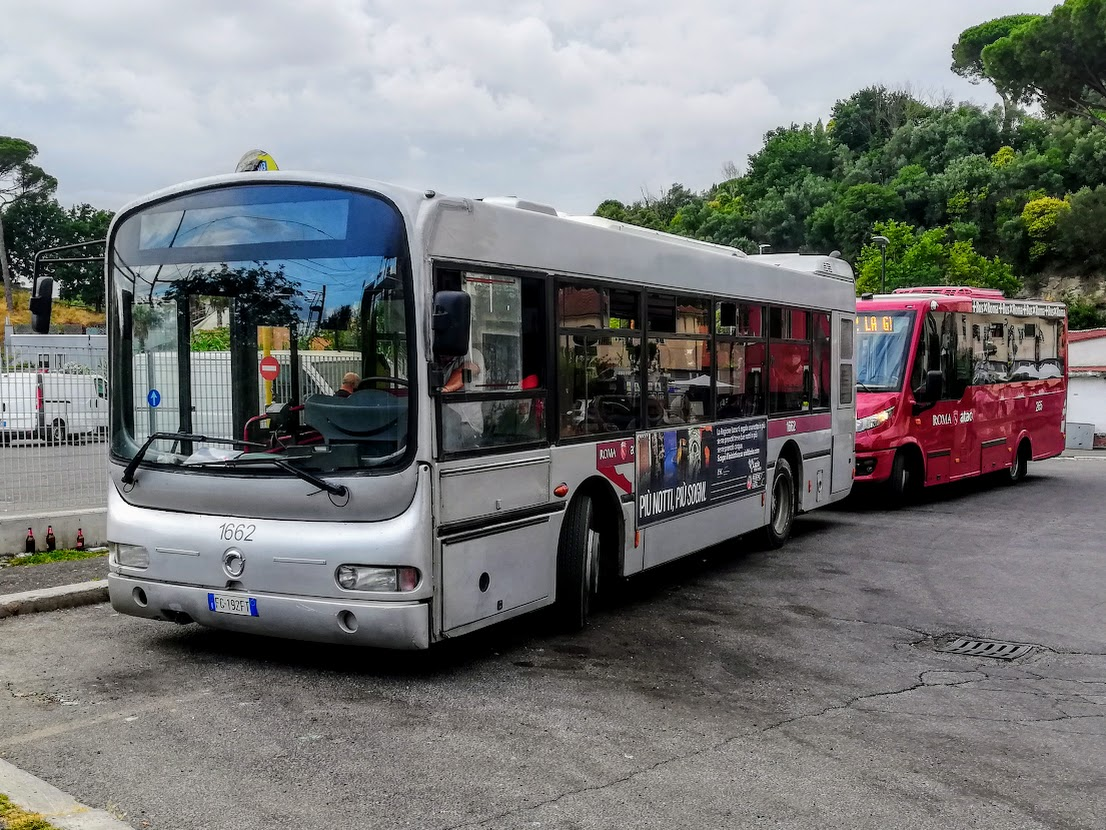
Irisbus Europolis serie II con motor ATAC Tector

- Longitud: 7,8 m
- Configuración: urbano, suburbano
- Puertas: 2 o 3 correderas
- Combustible: diésel

#### Europolis 200.9.15
- Longitud: 9,2 m
- Configuración: urbano, suburbano, interurbano
- Puertas: 2 o 3 correderas
- Combustible: diésel

#### Europolis 200.10.15
- Longitud: 10 m
- Configuración: urbano, suburbano
- Puertas: 2 o 3 correderas
- Combustible: diésel

### Irisbus Europolis

#### Europolis 203E.7.13

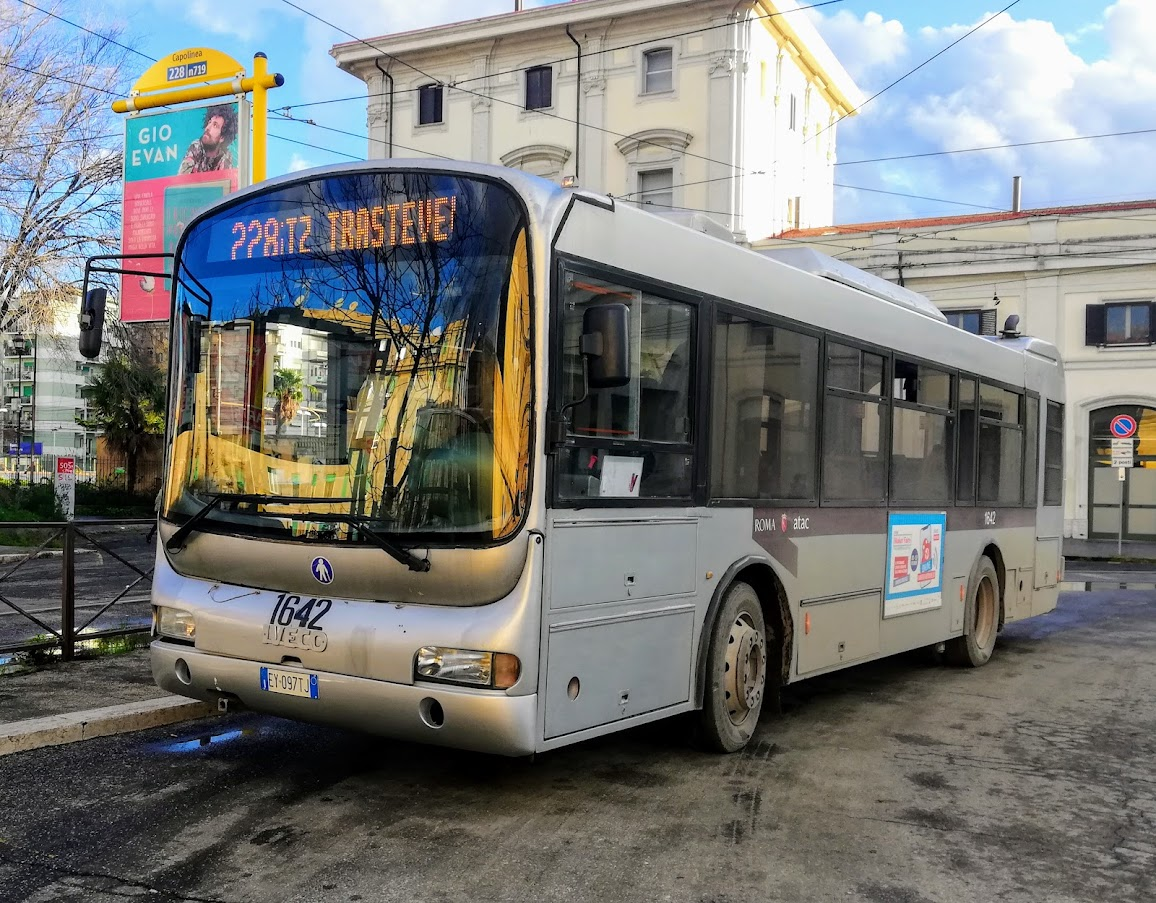
Un Iveco Europolis en servicio en la línea 228 de ATAC de Roma.

- Longitud: 7,8 m
- Configuración: urbana, suburbana
- Puertas: 2 o 3 correderas
- Motorización: Diésel, eléctrico

#### Europolis 203E.9.24
- Longitud: 9,2 m
- Configuración: urbano, suburbano
- Puertas: 2 o 3 correderas
- Combustible: Diésel, gas natural comprimido

#### Europolis 203E.10.24
- Longitud: 10,5 m
- Configuración: urbano, suburbano
- Puertas: 2 o 3 correderas
- Combustible: diésel

## Difusión
El Europolis se desplegó principalmente en Italia, donde las flotas más grandes fueron adquiridas por: ATAC (Roma), ACTT y posteriormente MOM (Treviso), AMTS (Catania), AST (Sicilia), CTM (Cagliari), ANM (Nápoles), ACFT y posteriormente TPER (Ferrara), AMT y posteriormente ATV (Verona), CSTP (Salerno) y Conerobus (Ancona), que adquirió tres autobuses suburbanos Europolis 203E.9.27 de GNC. Varias unidades fueron adquiridas por TCL (Lyon) y las empresas de transporte público de las ciudades de Pula y Tesalónica.

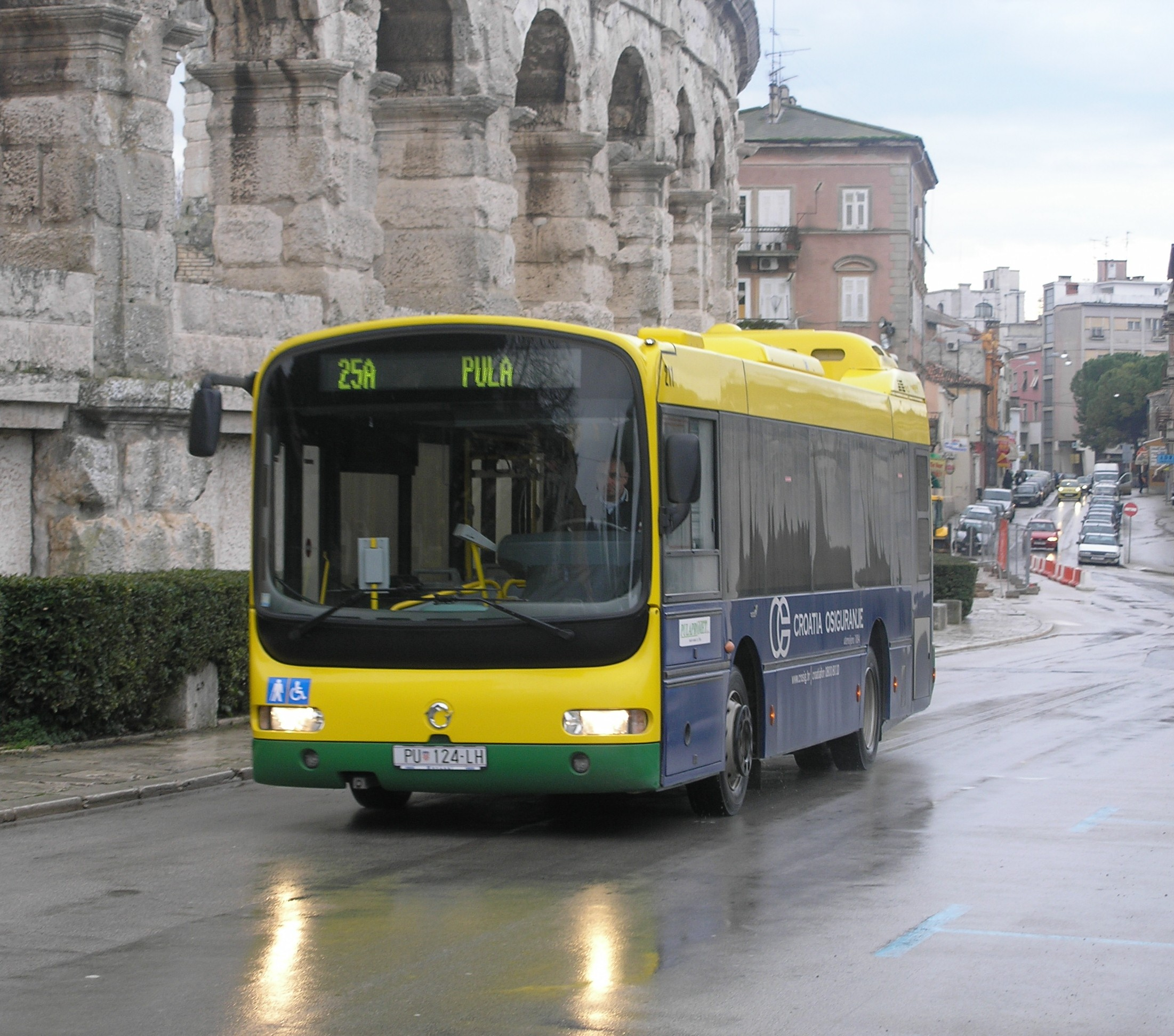
Irisbus Europolis en Pula (Croacia)

## La primera serie Cacciamali TCM 105
Características de la versión original Cacciamali TCM 105 sobre base Iveco .
|                              |                                                                   |
| Cacciamali TCM 105 / TCN 972 |                                                                   |
| Fabricante:                  | Cacciamali                                                        |
| Producción:                  | 1996 - 1998                                                       |
| Tipo de cuerpo:              | Midibuses urbanos e interurbanos                                  |
| Motor :                      | Fiat 8060.45 - 5861 cm3 3.207 CV Fiat 8360.46 - 7685 cm3 3.264 CV |
| Caja de cambios :            | Automático                                                        |
| Largo                        | - 10,5 m                                                          |
| Ancho:                       | 2440 mm                                                           |
| Número de plazas:            | 80/96                                                             |
| Predecesor:                  | Cacciamali TCM 890 Civibus                                        |
| Sucesor:                     | Iveco 200 Europolis Cacciamali TCI 9.72                           |
| Competencia:                 | Breda Menarinibús M231                                            |

## La segunda serie

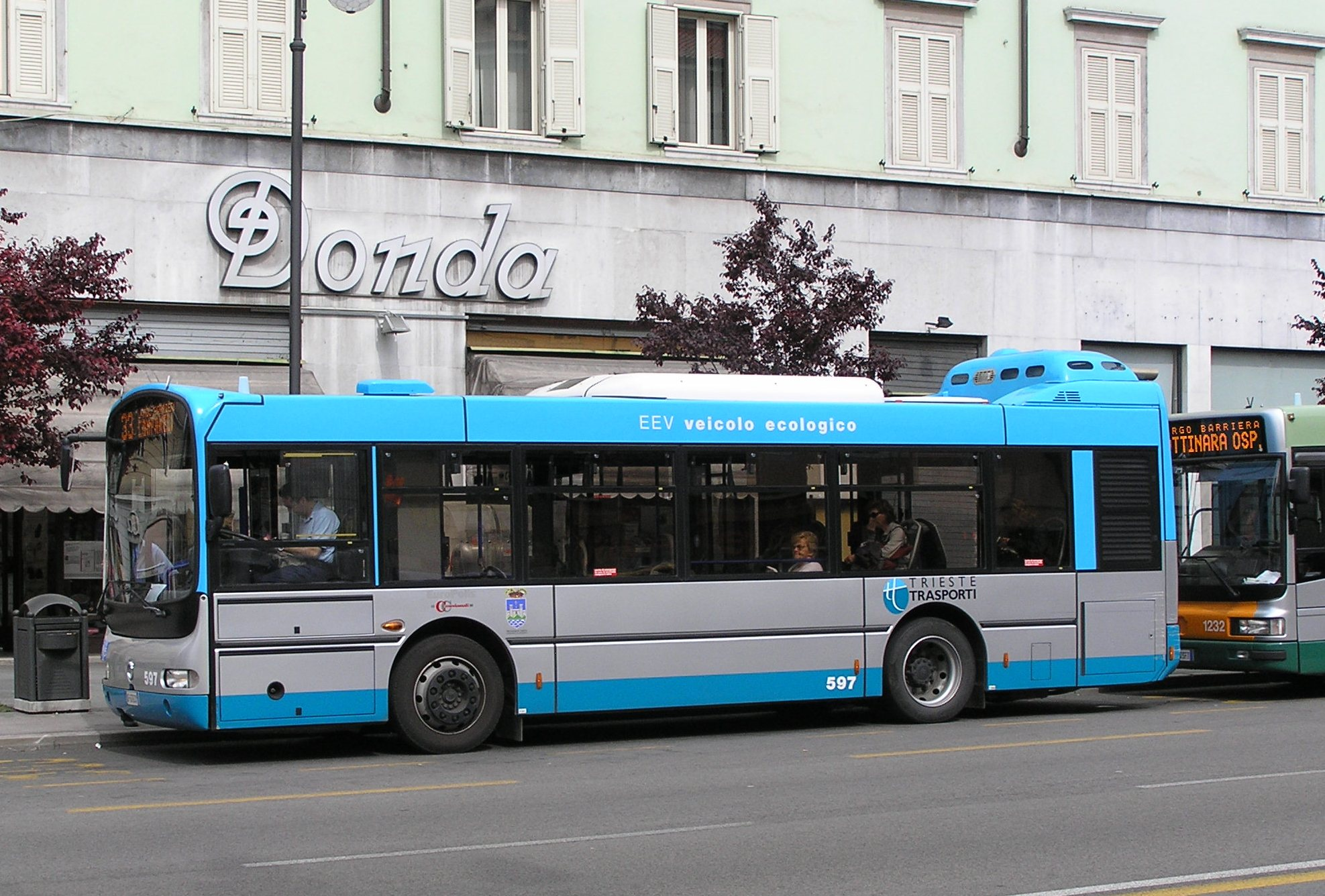
Irisbus Europolis en Trieste (Italia).

Con el fin de ampliar el mercado potencial de este vehículo tan interesante, IVECO se ha hecho cargo de su distribución en su propia red bajo su propia marca.
|                            |                                                            |
| IVECO 200E.9.15S Europolis |                                                            |
| Fabricante:                | IVECO                                                      |
| Producción:                | 1999 - 2002                                                |
| Tipo de cuerpo:            | Midibuses urbanos e interurbanos                           |
| Motor :                    | Diesel Fiat 5,861 cm3 - 5.861 3.207 CV Híbrido o Eléctrico |
| Caja de cambios :          | Automático                                                 |
| Largo                      | - 9,0 m                                                    |
| Ancho:                     | 2200 mm                                                    |
| Número de plazas:          | 64                                                         |
| Predecesor:                | Cacciamali TCN 105 / TCN 972                               |
| Sucesor:                   | Irisbus 203E Europolis Cacciamali TCI 9.72                 |
| Competencia:               | BredaMenariniBus M231                                      |

## La serie especial IVECO ALTRA
Entre 2001 y 2008, la división de estudios de Iveco, ALTRA, fabricó 50 ejemplares de dos variantes del modelo Europolis eléctrico e híbrido.
Estos midibuses ecológicos, de 7,40 metros de largo, completaban la gama estándar de Iveco Europolis, con dos modelos que utilizan energías alternativas de un tamaño y capacidad claramente superiores a los productos de la competencia disponibles en el mercado en ese momento.
Estos modelos experimentales (eléctricos e híbridos) se han puesto en servicio regular en varias ciudades italianas y han permitido recopilar una gran cantidad de datos que, diez años después, todavía constituyen una valiosa base de referencia para Iveco Altra.
En la única ciudad de Parma donde se han probado 4 ejemplares híbridos, han recorrido más de un millón de kilómetros, con una disponibilidad media de 87 %, dentro de 13 El % restante se incluye en paradas de mantenimiento, revisiones y reparaciones de carrocería tras accidente. En Lyon se probaron 5 modelos eléctricos con una disponibilidad de 91,8 % sobre una distancia de 110 000 km/an  .
Tres vehículos ALTRA Europolis se utilizaron para el transporte de personas durante el Campeonato Mundial de Esquí en Val d'Isère en febrero de 2009 . El lugar de la competición y la meta no eran accesibles en coche. IVECO ALTRA, patrocinador de la competencia, proporcionó 3 ejemplos Europolis eléctricos, un minibús Daily eléctrico y 10 autobuses estándar para brindar transporte al sitio, en caminos de tierra pero completamente cubiertos de nieve con temperaturas de −20 ºC.

### Características
- Europolis IVECO ALTRA eléctrico :
  - número de asientos de pasajeros : 48
  - Motor : Eléctrico trifásico asíncrono de 140 kW alimentado por baterías de Sodio/Níquel/Cloro (ZEBRA) de 256 Ah
  - máxima velocidad : 60 km/h
  - pendientes máximas : ± 18 %
  - autonomía mínima  50 km
  - Recuperación de energía de frenado con carga de batería.
  - accesibilidad : piso bajo completo + rampa eléctrica para UFR

- Europolis IVECO ALTRA híbrido :
  - número de asientos de pasajeros : 40
  - máxima velocidad : 60 km/h
  - pendientes máximas : ± 16 %
  - autonomía mínima : 450 km
  - Recuperación de energía de frenado con carga de batería.